# Bony del Cumó
El Bony del Cumó és un indret del terme municipal de Conca de Dalt, a l'antic terme d'Hortoneda de la Conca, al Pallars Jussà, situat en territori de l'antiga caseria de Segan.
Està situat a la part nord-oriental del terme, al nord-est del Serrat de l'Era del Cumó, al sud de l'Obaga de Sacoberta i al costat de migdia de la Font del Cumó. És a llevant del Bony dels Clots i al nord-oest del Bony de Font de Macià.